# Beef Brisket

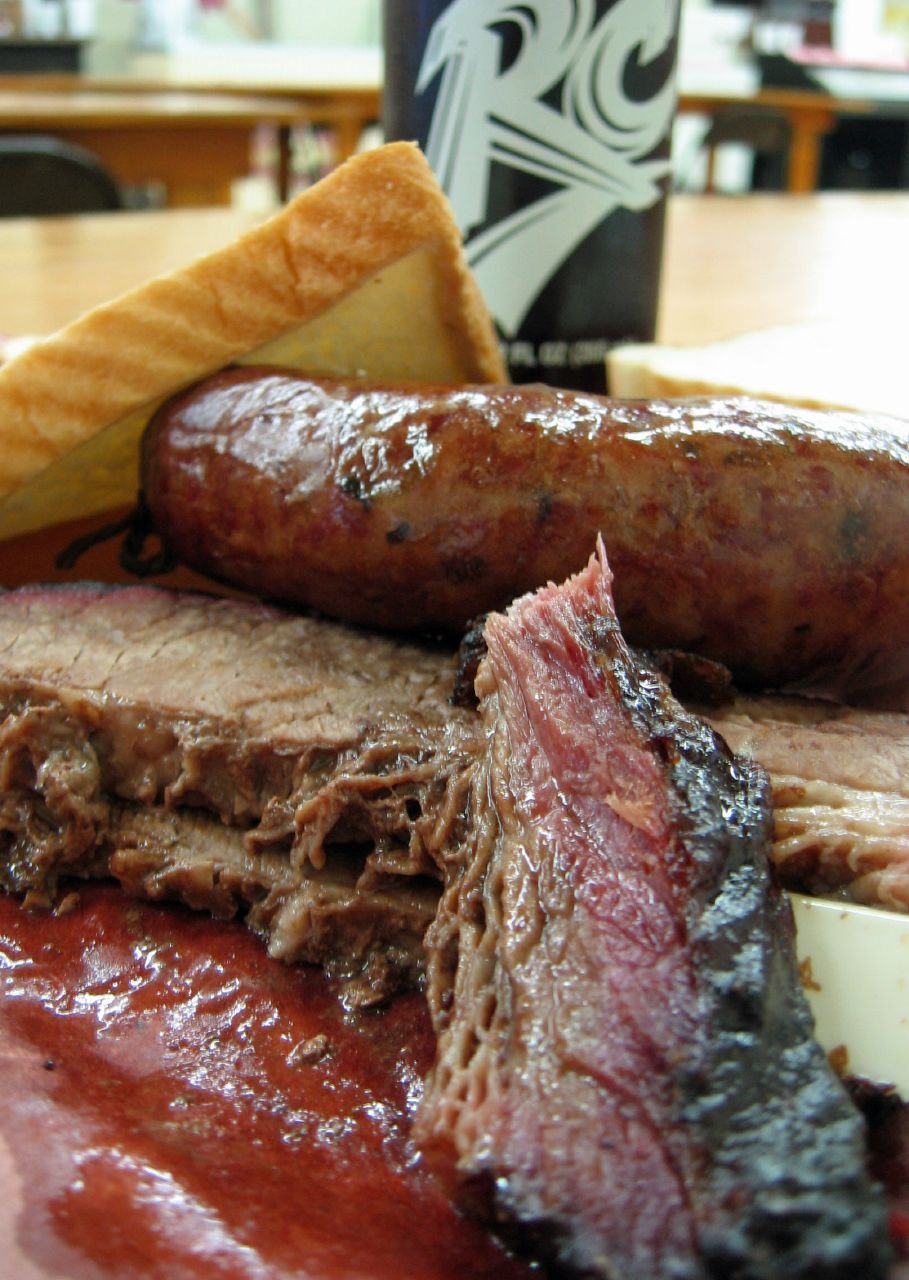
Beef Brisket und Wurst

Beef Brisket ist eine im Barbecue-Smoker bei niedriger Temperatur im heißen Rauch gegarte Rinderbrust. Zusammen mit Spareribs und Pulled Pork bildet das Beef Brisket die Holy Trinity („Heilige Dreifaltigkeit“) des Barbecues nach US-amerikanischem Vorbild.

## Das Fleisch
Das Brisket entspricht dem Brustkern der ausgebeinten Seite einer Rinderbrust, bestehend aus dem Flat, dem großen Pectoralismuskel (Pectoralis Major), und dem Point, dem kleinen Pektoralismuskel (Pectoralis Minor). Beide Muskeln werden von einer Fettschicht, der Fat Cap, getrennt, die sich über das ganze Flat hinzieht. Der Point ist der deutlich kleinere Teil des Brisket und sitzt oben auf dem Flat.

## Die Zubereitung
Bevor das Brisket zubereitet werden kann, ist ein Trimmen des Fleischstückes notwendig, das heißt, ein Teil des Fettes und überschüssige dünne Fleisch- und Bindegewebsstücke werden abgeschnitten.
Nach dem Zuschnitt wird das Brisket mit einer trockenen Gewürzmischung (Rub) eingerieben. Zu der Zusammenstellung der Gewürze existieren viele Varianten, vom schlichten Salz und Pfeffer bis hin zu aufwändigen Mischungen mit Kräutern und teils exotischen Gewürzen. Anschließend ruht das Brisket 24 Stunden zum Marinieren im Kühlschrank.
Nachdem der Smoker auf eine Temperatur zwischen 100 und 130° Celsius eingeheizt wurde, wird das Brisket aufgelegt und zwischen 10 und 15 Stunden bei konstanter Temperatur gegart. Während der Garzeit kann eine Würzsoße (Mop oder Baste) aufgetragen werden. Nach dem Garen bis zu einer Kerntemperatur von 85 bis 90° Celsius wird das Brisket in Metzgerpapier eingewickelt und für mehrere Stunden ruhen gelassen. Anschließend wird es quer zur Faser in dünne Scheiben aufgeschnitten. Gegebenenfalls werden vor dem Aufschnitt Flat und Point an der Fettschicht getrennt, da die Fasern quer zueinander verlaufen.